# Алтеглофсхајм
Алтеглофсхајм (њем. Alteglofsheim) општина је у њемачкој савезној држави Баварска. Једно је од 41 општинског средишта округа Регенсбург. Према процјени из 2010. у општини је живјело 3.185 становника. Посједује регионалну шифру (AGS) 9375113.

## Географија
Алтеглофсхајм се налази у савезној држави Баварска у округу Регенсбург. Општина се налази на надморској висини од 364 метра. Површина општине износи 13,2 km².

## Становништво
У самом мјесту је, према процјени из 2010. године, живјело 3.185 становника. Просјечна густина становништва износи 241 становника/km².